# Regla de Hotelling
La regla de Hotelling és una proposició que estableix que la forma d'explotació social i econòmicament més rendible per a l'extracció d'un recurs no renovable és una per la qual el preu del recurs estigui determinat per l'ingrés net marginal de la venda dels recursos no renovables, augmentant d'acord amb la taxa d'interès. S'hi descriu la trajectòria en el temps de l'extracció dels recursos naturals que maximitza el seu valor.
La regla es deriva del treball de l'economista, matemàtic i estadístic nord-americà Harold Hotelling (1895 - 1973) que, en un article de 1931 The Economics of Exhaustible Resources, publicat al Journal of Political Economy, va establir les bases per a una investigació més gran en el camp de l'economia dels recursos no renovables.

## Història i desenvolupament
Durant finals del segle xix i principis del segle xx, la conservació dels recursos naturals als Estats Units era un tema significativament important. Aquest moviment conservacionista estava preocupat per la possible sobreexplotació dels recursos naturals no renovables i en demanava la regulació. Harold Hotelling va respondre a aquesta crida amb el seu article. De fet, va començar la seva ponència amb una introducció a aquest problema, en afirmar el 1931 que:
| «                  | La contemplació de la desaparició al món dels subministraments minerals, els boscos i altres actius no renovables han donat lloc a la demanda per regular-ne l'explotació. La sensació que aquests productes són ara massa barats per al bé de les generacions futures, que estan sent explotats egoistament a una taxa massa ràpida, i que a conseqüència del seu preu excessivament baix estan sent produïts i consumits inútilment, ha donat lloc al moviment de conservació. | » |
| — Harold Hotelling | |   |

Abans de la dècada de 1970, no se li va donar l'atenció deguda a les opinions de Hotelling sobre economia dels recursos no renovables. Això va ser perquè quan Hotelling va postular la seva hipòtesi, l'èmfasi dels mitjans era cap a temes com la Gran Depressió i la Segona Guerra Mundial.
Després de la Segona Guerra Mundial, hi havia preocupacions sobre la suficiència i adequació dels recursos naturals, especialment als Estats Units. Això va portar a la creació de la Comissió sobre materials, anomenada comissió Paley. El president va demanar a la comissió Paley un informe, el resultat del qual va ser publicat el 1952. No obstant això, això no va ajudar de cap manera a reconèixer el treball de Hotelling. El 1963, Harold Barnett i Morse Chandler van publicar el seu article «L'escassetat i el creixement», que va ser un dels primers del seu tipus, en l'anàlisi de les mesures a llarg termini de l'escassetat d'una sèrie de recursos naturals d'una manera sistemàtica. Una breu referència a l'article de Hotelling es va fer en aquest article. Això fa que la manca d'atenció i l'interès del treball de Hotelling no es pugui atribuir a la manca de preocupació pública per les qüestions relacionades amb els recursos naturals abans del 1970.
L'article de Hotelling era complex i, atès el nivell de sofisticació de la professió econòmica relativa a les matemàtiques en aquell moment, podria haver estat una raó per la qual la seva contribució va passar desapercebuda. De fet el mateix Hotelling va declarar que l' Economic Journal havia rebutjat el seu article a causa de l'alt nivell de dificultat de les matemàtiques involucrades en aquest.
La publicació de Dennis Meadows et al. Els límits del creixement el 1972 va desencadenar un nou període de preocupació pública intensa pels recursos naturals. D'acord amb la publicació, tret que el creixement econòmic es reduís, hi hauria conseqüències desastroses en el nivell dels recursos naturals. Aquesta regla de Hotelling fet, que va consistir en la teoria de control òptim, busquen l'atenció dels economistes acadèmics. El 1973, "L'assignació dels recursos energètics", va ser publicat per William Nordhaus. Pretenia resoldre el problema de la utilització de diferents fonts d'energia mitjançant l'aplicació del model de Hotelling. Nordhaus va publicar també el proper any una anàlisi crítica d'Els límits del creixement en el The American Economic Review. La major contribució al tema de l'economia dels recursos naturals prové de Robert Solow, qui va dedicar la conferència Ely del 1974 de l'American Economic Association a aquest propòsit. Aquest mateix any, Partha Dasgupta, Geoffrey Heal, Tjalling Koopmans, Joseph Stiglitz i Robert Solow van contribuir al tema dels recursos no renovables, que va ser publicada per la Review of Economic Studies. Tots aquests esdeveniments proporcionen més pes i protagonisme a l'economia dels recursos naturals com un camp de recerca. La regla de Hotelling va adquirir el centre de l'escena i encara continua mantenint-ne la posició.

## La regla
Com s'ha esmentat anteriorment, i en paraules de Jeffrey A. Krautkraemer, l'anàlisi formal de Hotelling de l'esgotament dels recursos no renovables genera algunes implicacions bàsiques de com la disponibilitat finita d'un recurs no renovable afecta els camins dels preus dels recursos. i d'extracció».

La regla de Hotelling aborda principalment una qüestió bàsica del propietari o agent involucrat en l'explotació dels recursos no renovables: Quina part de l'actiu hauria de consumir ara i quant he de guardar per al futur? En altres paraules, l'agent ha d'escollir entre el valor actual de l'actiu si s'extreu i ven i el futur augment de valor del bé si es deixen sense explotar. Aquesta regla simple pot ser expressada per la situació d'equilibri que representa la solució òptima.

{\displaystyle {\frac {P'(t)}{P(t)}}=\delta ,}

on:
- P (t) és la unitat de benefici en el temps t i
- δ és la taxa de descompte (l'invers de la taxa de retorn).

L'existència d'un recurs no renovable, essent un actiu, té un valor de mercat que produeix retorn al propietari en una certa taxa. Aquesta taxa de retorn pot ser determinada per tres components:
1. flux de producte generat per la unitat marginal del recurs, la Productivitat Marginal o taxa del dividend;
2. canvi en les característiques físiques dels actius en el temps;
3. la velocitat a què el valor de mercat de l'actiu canviarà amb el temps.

La igualtat de la taxa de retorn a la taxa de retorn de les inversions alternatives (és a dir, si el rendiment obtingut per la venda dels actius s'inverteix en una altra part) determina l'equilibri del mercat d'actius. Tenint en compte un recurs no renovable, per exemple un jaciment de petroli a terra, està subjecte a dues característiques: una, que té una mida fixa que no es pot augmentar amb el temps, i dues, l'actiu in-situ és improductiu. Això fa que el primer component, productivitat marginal, sigui nul. Suposant que la celebració dels actius in-situ no conduirà a la seva depreciació, encara que el segon component es fa zero. La resta és la taxa d'apreciació del valor de l'actiu, que és, doncs, l'únic factor determinant de la taxa de rendibilitat de les accions de petroli.